# Ферія (Бадахос)
Ферія (ісп. Feria) — муніципалітет в Іспанії, у складі автономної спільноти Естремадура, у провінції Бадахос. Населення — 1320 осіб (2010).
Муніципалітет розташований на відстані близько 320 км на південний захід від Мадрида, 55 км на південний схід від Бадахоса.

## Демографія
Динаміка населення (INE ):

## Галерея зображень

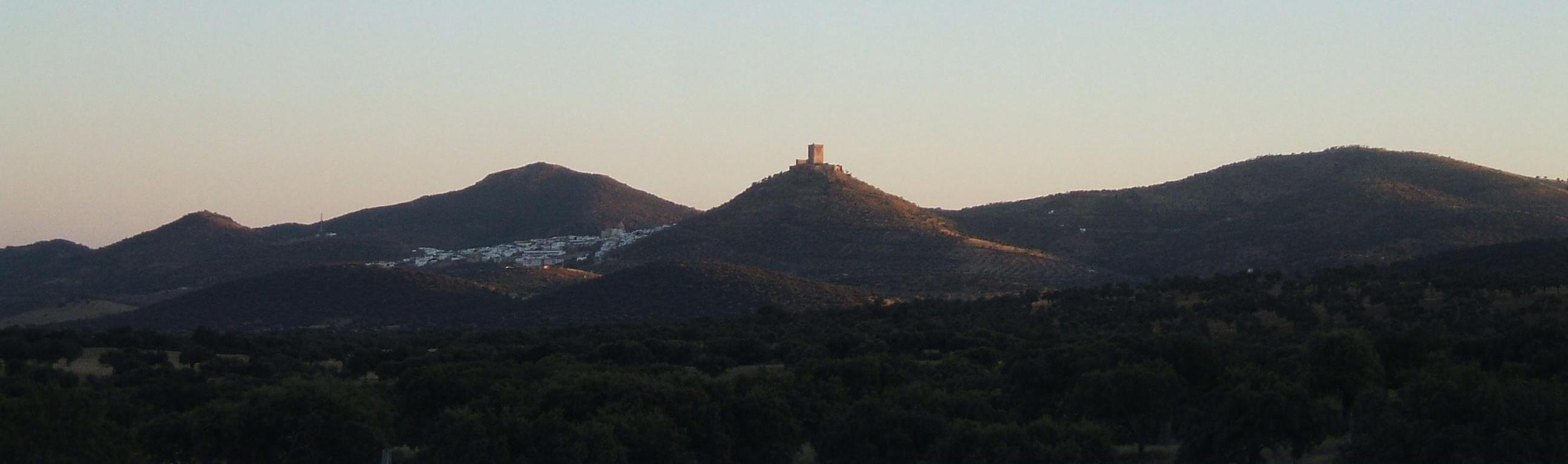
Сьєрра-де-Ферія